# 联邦高速公路字体
联邦高速公路字体（英語：Highway Gothic），或称为高速公路标识标准字母（英語：Standard Alphabets for Highway Signs），是一套无衬线字体，由美国交通部下属的联邦高速公路管理局（FHWA）开发，并被用于美国以及加拿大、土耳其、墨西哥、澳大利亚、西班牙、委内瑞拉、荷兰、巴西、智利、中国大陆、臺灣、马来西亚、印度尼西亚、泰国、蒙古国、厄瓜多尔、新西兰等地的道路标志，在沙特阿拉伯也有部分使用。这款字设计初衷是能在一定距离和高速的条件下最大限度地保证易认性。其他版本，比如 Highway Gothic 以及面对公众出售的 Interstate 带有设计成方形的句号；官方标识上的标点是圆形。
这套字体包含六款字型："A" （最窄，已被弃用）"B"、"C"、"D"、"E"、"E(M)" （加粗版的 E）和"F"（最宽）。除了"E(M)"这款用于大型高速公路道路交通標誌以外，这套字体最初只有大写字母，而小写字母是后来加上的。

## 历史
这套字最初由联邦高速公路管理局于1948年正式发布并于1952年重印，被定义为「交通控制设备标准字母」。之后此规范又于1966年、1977年和2000年经过三次修改。2000年规范修改了一些字母造型，并为整套字配上了小写字母。
联邦高速公路字体的 A, B, C, D, E 和 F 系列是由美国公路局（即 FHWA 前身）于第二次世界大战期间开发的。这些字的草案于1942年曾被用于「五角大楼道路系统」（Pentagon Road Network）。在 1949–50年加州交通局高速公路导视系统研究项目对 E 系列进行了加粗，制成 E(M) 版，以适应反光板，并加入小写字母。E(M) 版中的小写字母后来随着1958年AASHTO《州际高速公路导视及制作手册》中的大小写混排规范的发布而成为美国的国家标准。
由于在高速条件下的易认性不佳，A 系列被弃用，但在新西兰部分地区仍旧可以看到。2004年，FHWA 修订了道路交通管理标志统一守则，并给所有字母配上了小写字母。
作为交通导视系统字体，在一些地方这款字已经被新的 Clearview 字体所替代，但是于此相关的一些决定在美国引起了广泛争议。
字体设计师托拜厄斯·弗里尔-琼斯在90年代以此字体为基础设计了Interstate，而 Overpass 则是开源版本的替代品。

## 使用

### 美国

路标示例

原则上，一位数或者两位数编号的州際公路系統、美國國道会采用 D 系列的数字，而三位数及其以上的则会使用更窄的版本 (B 或者 C 系列)，或者用 D 系列小数字。E 和 F 系列是美国车速限制标识中最常用的，但一些老标识会使用一些更窄的系列。 标识中的街道名通常会使用 B、C 或 D 系列的字母。

### 世界
联邦高速公路字体也被广泛用于各地的道路交通标识，如加拿大 （安大略省在80年代末一直使用另外一个独立修改的版本)、秘鲁 (系列名称不同)、 澳大利亚、新西兰、印度尼西亚、马来西亚、墨西哥等地。在 南非、莱索托、菲律宾、泰国也有少数使用。
在中国大陆，从1987年京津塘高速公路修建开始就采用这款字。
在台湾，以前的高速公路字体也用於英文文本。

## 字样
联邦高速公路字体 B 系列

联邦高速公路字体 C 系列

联邦高速公路字体 D 系列

联邦高速公路字体 E 系列

联邦高速公路字体 E(M) 系列

联邦高速公路字体 F 系列

### 可下载版本
- Interstate from Font Bureau （页面存档备份，存于） - 由托拜厄斯·弗里尔-琼斯设计带有 40 款的商业版本，适用于专业设计师
- Road Geek 2005 （页面存档备份，存于） - 免费字体，由 Mike Adams 基于 B 到 F 系列制作，并带有其他国家高速公路字体。
- Road Geek 2014 （页面存档备份，存于） - is a set of fonts that replicates typefaces used on highway signs in various countries.
- FontSpace's Highway Category （页面存档备份，存于） - Includes Mike Adams' fonts plus others (some personal use only, some commercial friendly).
- Public domain fonts used on road signs. （页面存档备份，存于）
- Overpass （页面存档备份，存于） -  Red Hat 系统上的开源版本
- Blue Highway （页面存档备份，存于） - Ray Larabie 的免费版本